# Antoni I
Antoni I, Antonios (ur. 12 lipca 1927 w Hembrti, zm. 9 lutego 2022 w Asmarze) – erytrejski duchowny, patriarcha Erytrejskiego Kościoła Ortodoksyjnego w latach 2003–2006.
W 2006 roku został bezprawnie usunięty z patriarszego tronu przez władze państwowe. Od tej pory przebywał w areszcie domowym. 16 lipca 2017 roku patriarcha po raz pierwszy odprawił publiczną Boską Liturgię od czasu uwięzienia.